# SN 1991C
SN 1991C – supernowa typu II odkryta 15 stycznia 1991 roku w galaktyce A113242+0521. W momencie odkrycia miała maksymalną jasność 18,00m.